# G.I. Joe: Изгревът на Кобра
„G.I. Joe: Изгревът на Кобра“ (на английски: G.I. Joe: The Rise of Cobra) е щатски научнофантастичен екшън филм от 2009 г., базиран на поредицата играчки от Hasbro. Това е първата част от филмовата поредица „G.I. Joe“. Режисьор е Стивън Сомърс по сценарий на Стюарт Бийти, Дейвид Елиът и Пол Лъвет, и по сюжета на Майкъл Б. Гордън, Стюарт Бийти и Стивън Сомърс. Продължението, „G.I. Joe: Ответен удар“ е пуснат през 2013 г.